# Tomsk (cheval)
Pour les articles homonymes, voir Tomsk.
Le Tomsk (russe : Томская / Tomskaya) est une race de chevaux de traction russe, désormais éteinte. Il est proche du Narym, élevé dans la même région géographique, la Sibérie occidentale. Issu de croisements entre des trotteurs et diverses races de trait d'Europe occidentale, le Tomsk était employé pour la traction de traîneaux et comme cheval d'artillerie.

## Histoire
La race provient du haras de Tomsk, créé en 1884. Elle est issue de croisements entre le cheptel local, divers trotteurs, et des chevaux de trait européens,.
Il n'a jamais existé de stud-book propre au Tomsk.
En 1893, un cheval de race Tomsk se vend en moyenne entre 100 et 150 roubles.

## Description
C'est un cheval de traction. Le Cavalry journal le décrit comme « affreux, mais fort ». Il toise de 1,50 m à 1,55 m en moyenne, quelques sujets atteignant 1,62 m.
Il est doté de moins de vitesse que les races Kirghiz ou plus largement les chevaux des steppes, mais est en revanche souvent plus grand, et capable de porter ou déplacer des poids plus importants.

## Utilisations
Le Tomsk est employé pour la traction de traîneaux, d'abord uniquement l'été, puis toute l'année, supplantant peu à peu le chien de traîneau à cet usage. Il fait un bon cheval d'artillerie, mais n'est pas adapté à l'usage de la cavalerie.
Il est entré en croisement avec les chevaux élevés par les paysans le long de la rivière Charish.

## Diffusion de l'élevage
La race provient de la Sibérie occidentale, dans les régions de Tomsk et Tobolsk. Il est possible qu'elle se confonde avec le Narym, dont la population du sud est décrite comme croisée dans le but d'augmenter sa taille.
Le Tomsk est classé par DAD-IS (2018) comme race locale russe. Les données de population les plus récentes, datées de 2006, indiquent un effectif nul. L'étude menée par l'Université d'Uppsala, publiée en août 2010 pour la FAO, signale le Tomsk comme race de chevaux locale russe éteinte. Le Tomsk est également renseigné comme éteint dans l'encyclopédie de Delachaux & Niestlé, Tous les chevaux du monde (2014).